# Schlossbergturm
 (octobre 2012).
Si vous disposez d'ouvrages ou d'articles de référence ou si vous connaissez des sites web de qualité traitant du thème abordé ici, merci de compléter l'article en donnant les références utiles à sa vérifiabilité et en les liant à la section « Notes et références ».
La tour appelée Schlossbergturm est une tour de 35 mètres de hauteur, située sur la colline du Schlossberg au bord du centre historique de Fribourg-en-Brisgau. Elle compte 153 marches. Sa flèche culmine à 463 m au-dessus du niveau de la mer, et donc 185 m au-dessus du niveau moyen de la ville (278 m).

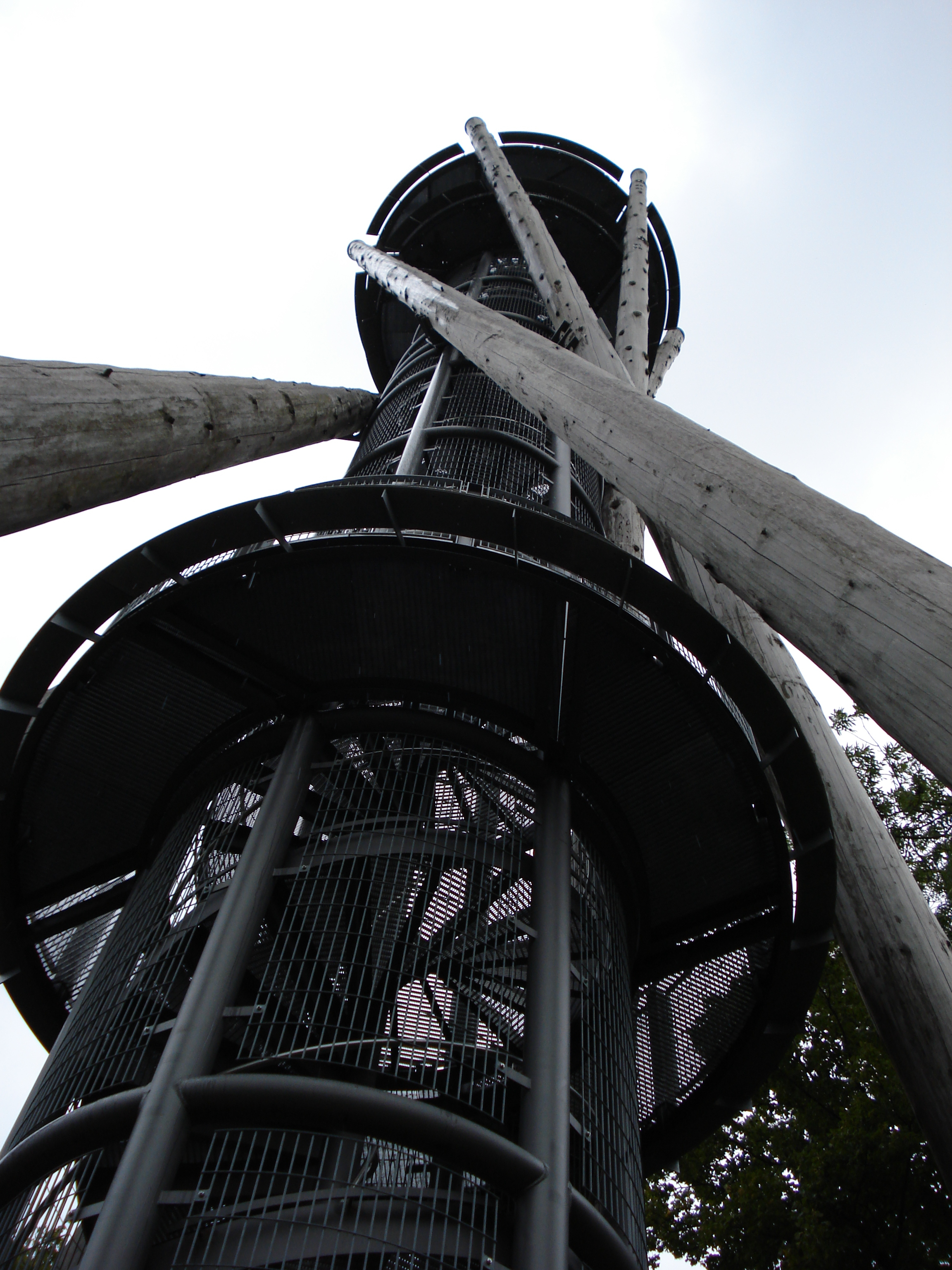
La tour vue d'en-bas.

La tour qui a été construite en 2002 se distingue par son design insolite de troncs d'arbres tordus (sapin de Douglas de la forêt communale de Fribourg) autour d'un escalier en acier. Les troncs ont ensuite été remplacés par des tubes en acier. Elle a trois plateformes. L'accès à la plus élevée est assuré par un petit escalier en colimaçon.
La tour offre une vue panoramique complète de Fribourg et ses environs, tandis que d'autres points de vue on voit seulement certaines parties de la ville.

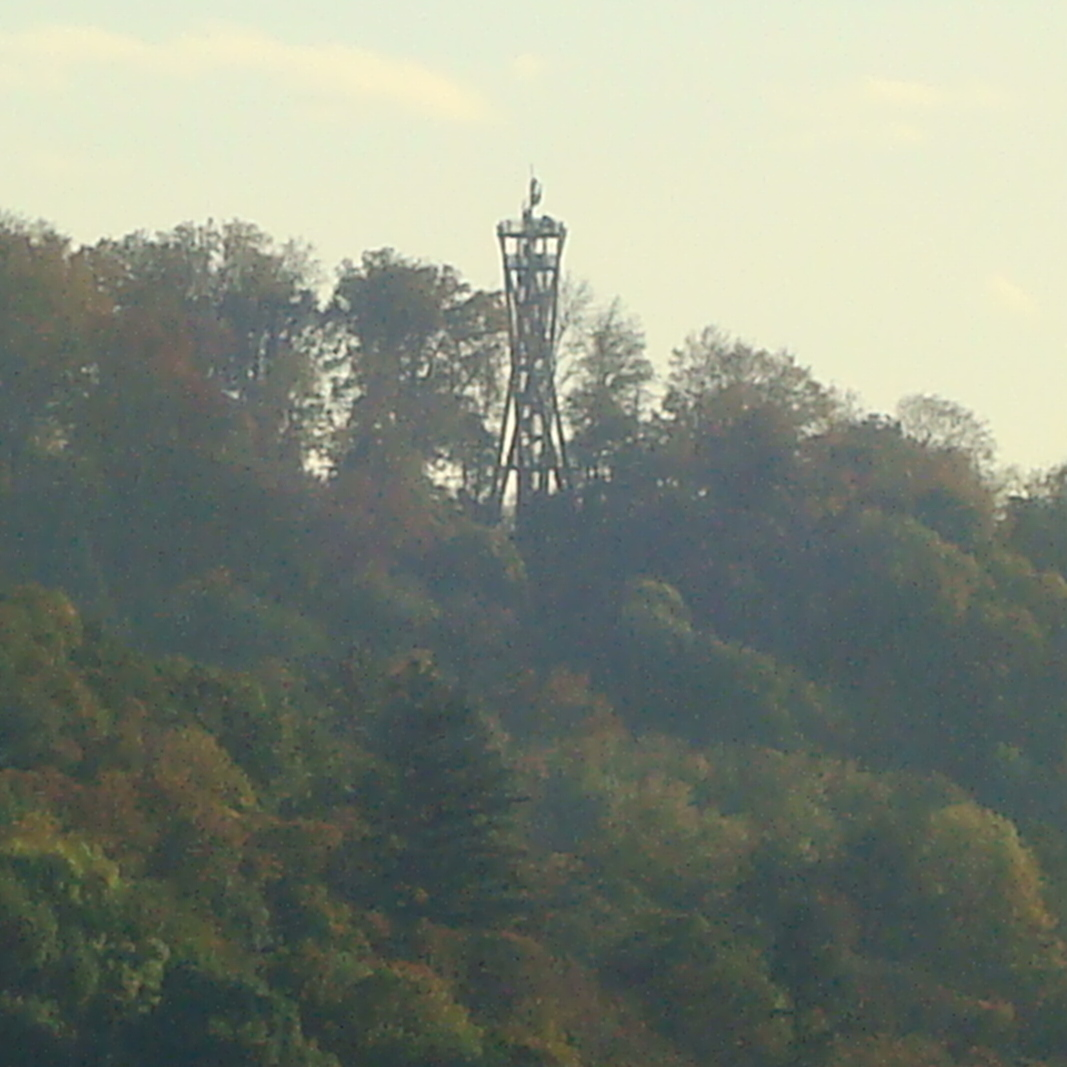
Vue depuis Eichhalde.

## Vue panoramique

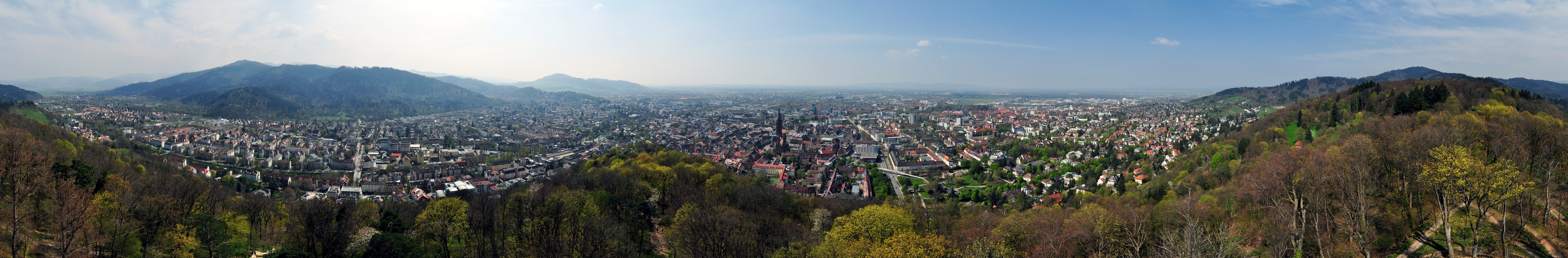
Vue panoramique de la ville depuis la tour.